# Kozar Belene, Plevna
Kozar Belene (în bulgară Козар Белене) este un sat în comuna Levski, regiunea Plevna,  Bulgaria. 

## Demografie
Componența etnică a satului Kozar Belene
     Bulgari (54,08%)
     Nicio identificare (45,91%)
     Altele (0%)
La recensământul din 2011, populația satului Kozar Belene era de 808 locuitori. Din punct de vedere etnic, majoritatea locuitorilor (54,08%) erau bulgari. Pentru 45,91% din locuitori nu este cunoscută apartenența etnică.